# Kasia Moś
Kasia Moś (født 3. marts 1987) er en polsk sangerinde som repræsenterede Polen ved Eurovision Song Contest 2017 med sangen "Flashlight" og opnåede en 22. plads.